# Hoco becblau
L'Hoco becblau (Crax alberti) és una espècie d'ocell de la família dels cràcids (Cracidae) que habita la selva humida del nord de Colòmbia.